# الجويب (حورة)

تعديل مصدري - تعديل

الجويب هي إحدى قرى عزلة حوره بمديرية حورة التابعة لمحافظة حضرموت، بلغ تعداد سكانها 431 نسمة حسب تعداد اليمن لعام 2004.